# Polyrhachis rastellata
Polyrhachis rastellata é uma espécie de formiga do gênero Polyrhachis, pertencente à subfamília Formicinae.